# Patricia Marand
Patricia Marand (* 25. Januar 1934 in Brooklyn, New York City; † 27. November 2008 in Manhattan, New York City) war eine US-amerikanische Schauspielerin. 

## Leben
Patricia Marand hatte 1952 ihren ersten Auftritt am Broadway. In 598 Aufführungen spielte sie „Teddy Stern“ in dem Musical Whish You Were Here von Arthur Kober und Joshua Logan. Sie sprang zudem als Ersatzdarstellerin in Logans Erfolgsproduktion South Pacific ein, die 1950 mit einem Tony Award als bestes Musical sowie dem Pulitzer-Preis ausgezeichnet worden war. 1966 spielte sie „Lois Lane“ in dem Musical It's a Bird ... It's a Plane ... It's Superman. Für ihre Darstellung wurde sie für einen Tony Award nominiert.
2000 hatte sie als Gast in Die Sopranos ihren einzigen Auftritt in einer Fernsehserie.